# Gare de Macau
Gare de Macau – przystanek kolejowy w Macau, w departamencie Żyronda, w regionie Nowa Akwitania, we Francji.
Jest przystankiem Société nationale des chemins de fer français (SNCF). Obsługiwany jest przez pociągi TER Aquitaine. 
W 2019, według szacunków SNCF, roczna frekwencja stacji wyniosła 55 197 podróżnych.

## Położenie
Znajduje się na 17,798 km linii Ravezies – Pointe-de-Grave, na wysokości 9 m n.p.m., między stacjami Ludon i Margaux.

## Linie kolejowe
- Ravezies – Pointe-de-Grave